# Neutralność światopoglądowa państwa
Neutralność światopoglądowa państwa – model relacji między państwem a światopoglądem, w szczególności zaś religią, a także doktryna polityczno-prawna opierająca się na postulacie oddzielenia kwestii wyznaniowych od władzy świeckiej.
Jej genezy należy szukać w hasłach rewolucji francuskiej 1789 roku, kiedy to po raz pierwszy w nowożytnych dziejach Europy nastąpił rozdział Kościoła od państwa oraz w Konstytucji Stanów Zjednoczonych, która w I Poprawce z 1791 roku proklamowała zakaz ustanawiania religii państwowej.
Konstytucja Rzeczypospolitej Polskiej z 2 kwietnia 1997 roku zasadę tę wyraża w zawartej w art. 25 ust. 2 formule bezstronności religijnej, światopoglądowej i filozoficznej władz publicznych. Podobne do pojęcia bezstronności religijno-światopoglądowej państwa są: konstytucyjna zasada równouprawnienia wszystkich ludzi bez względu na wyznanie (art. 32 Konstytucji), zasada równouprawnienia związków wyznaniowych (art. 25 ust. 1) oraz prawo do milczenia w sprawie światopoglądu, przekonań religijnych lub wyznania (art. 53 ust. 7).
Współczesna doktryna zakłada równe traktowanie wszystkich wyznań. Obywatel jest podmiotem mającym takie same prawa i obowiązki bez względu na wyznanie i światopogląd.
Istnieją wątpliwości co do możliwości pełnej neutralności światopoglądowej państwa ze względu na konieczność oparcia przepisów prawa na wybranym systemie aksjologicznym. Przywoływanym argumentem przeciwko neutralności światopoglądowej państwa jest wykorzystywanie tego hasła do oparcia przepisów prawa na progresywistycznych i postmodernistycznych ideach.